# Carapelle (Apulien)
Carapelle ist eine italienische Gemeinde (comune) mit 6948 Einwohnern (Stand 31. Dezember 2023) in der Provinz Foggia in Apulien. Die Gemeinde liegt etwa 16 Kilometer südöstlich von Foggia am gleichnamigen Fluss Carapelle.

## Geschichte
Carapelle ist jüngeren Datums. 1774 wurde durch Ferdinand IV. ein Schloss errichtet. Schließlich wurde der frühere Ortsteil der heutigen Nachbargemeinde Orta Nova 1958 zu einer eigenständigen Gemeinde.

## Verkehr
Durch die Gemeinde führt die Strada Statale 16 Adriatica. Wenige Kilometer nördlich durchquert die Autostrada A14 von Bologna an der Adriaküste entlang Richtung Bari und Tarent.